# Желтоспинный снегирь
Желтоспинный, или оранжевый снегирь (лат. Pyrrhula aurantiaca), — обычный, местами многочисленный мелкий масковый снегирь, но встречающийся на ограниченной территории. Ареал этого оседлого вида занимает леса умеренной зоны в Западных Гималаях (на территории Индии и Пакистана). Информация по биологии практически отсутствует. Данных, оценивающих колебания численности вида нет, но так как вид обычный, есть причины занести его в категорию с наименьшими опасениями.

## Описание
Птица мелких размеров, значительно меньше воробья. Чёрные перья вокруг клюва формируют так называемую маску. Хвост, рулевые и кроющие изгиба крыла чёрные. Полоса из больших верхних кроющих крыла оранжево-белая. Надхвостье белое. У самцов остальное оперение оранжево-охристое. Спина и верх головы более насыщенные. У самок спина коричневая, горло, щеки, грудь и живот серо-коричневые. Верх головы и зашеек более серые. Хвост ступенчатый, с выемкой по середине, но меньшей, чем у бурого снегиря.

## Систематика
Подвидов не образует. Относится к группе масковых снегирей.